# 1 000 kilomètres de Monza 2008
Navigation
Édition précédente Édition suivante
Les 1 000 kilomètres de Monza 2008 (1 000 km di Monza 2008), disputées le 27 avril 2008 sur l'Autodromo Nazionale Monza, sont la cinquante-quatrième édition de cette épreuve, la trente-et-unième sur un format de 1 000 kilomètres, et la deuxième manche des Le Mans Series 2008. Elle est remportée par la Peugeot 908 HDi FAP no 8 de l'écurie Peugeot Sport.

## Course

### Classement de la course
Classement à l'issue de la course (vainqueurs de catégorie en gras), :
| Pos.   | Catégorie | N° | Écurie                              | Pilotes                                                    | Châssis/Moteur                       | Pneus | Tours/Abandon |
| ------ | --------- | -- | ----------------------------------- | ---------------------------------------------------------- | ------------------------------------ | ----- | ------------- |
| 1      | LMP1      | 8  | Team Peugeot Total                  | Stéphane Sarrazin Pedro Lamy                               | Peugeot 908 HDi FAP                  | M     | 173           |
| 1      | LMP1      | 8  | Team Peugeot Total                  | Stéphane Sarrazin Pedro Lamy                               | Peugeot HDi 5.5 L Turbo V12 (Diesel) | M     | 173           |
| 2      | LMP1      | 2  | Audi Sport Team Joest               | Alexandre Prémat Mike Rockenfeller                         | Audi R10                             | M     | 173           |
| 2      | LMP1      | 2  | Audi Sport Team Joest               | Alexandre Prémat Mike Rockenfeller                         | Audi TDI 5.5 L Turbo V12 (Diesel)    | M     | 173           |
| 3      | LMP1      | 17 | Pescarolo Sport                     | Harold Primat Christophe Tinseau                           | Pescarolo 01                         | M     | 169           |
| 3      | LMP1      | 17 | Pescarolo Sport                     | Harold Primat Christophe Tinseau                           | Judd GV5.5 S2 5.5 L V10              | M     | 169           |
| 4      | LMP1      | 15 | Creation Autosportif                | Robbie Kerr Stuart Hall Bruce Jouanny                      | Creation CA07                        | D     | 169           |
| 4      | LMP1      | 15 | Creation Autosportif                | Robbie Kerr Stuart Hall Bruce Jouanny                      | AIM (Judd) YS5.5 5.5 L V10           | D     | 169           |
| 5      | LMP1      | 7  | Team Peugeot Total                  | Nicolas Minassian Marc Gené                                | Peugeot 908 HDi FAP                  | M     | 167           |
| 5      | LMP1      | 7  | Team Peugeot Total                  | Nicolas Minassian Marc Gené                                | Peugeot HDi 5.5 L Turbo V12 (Diesel) | M     | 167           |
| 6      | LMP1      | 1  | Audi Sport Team Joest               | Allan McNish Rinaldo Capello                               | Audi R10                             | M     | 166           |
| 6      | LMP1      | 1  | Audi Sport Team Joest               | Allan McNish Rinaldo Capello                               | Audi TDI 5.5 L Turbo V12 (Diesel)    | M     | 166           |
| 7      | LMP1      | 18 | Rollcentre Racing                   | Martin Short Duncan Tappy Vanina Ickx                      | Pescarolo 01                         | D     | 166           |
| 7      | LMP1      | 18 | Rollcentre Racing                   | Martin Short Duncan Tappy Vanina Ickx                      | Judd GV5.5 S2 5.5 L V10              | D     | 166           |
| 8      | LMP2      | 31 | Team Essex                          | Casper Elgaard John Nielsen                                | Porsche RS Spyder Evo                | D     | 165           |
| 8      | LMP2      | 31 | Team Essex                          | Casper Elgaard John Nielsen                                | Porsche MR6 3.4 L V8                 | D     | 165           |
| 9      | LMP2      | 34 | Van Merksteijn Motorsport (en)      | Peter Van Merksteijn Jos Verstappen                        | Porsche RS Spyder Evo                | M     | 165           |
| 9      | LMP2      | 34 | Van Merksteijn Motorsport (en)      | Peter Van Merksteijn Jos Verstappen                        | Porsche MR6 3.4 L V8                 | M     | 165           |
| 10     | LMP2      | 27 | Horag Racing                        | Fredy Lienhard Didier Theys Jan Lammers                    | Porsche RS Spyder Evo                | M     | 164           |
| 10     | LMP2      | 27 | Horag Racing                        | Fredy Lienhard Didier Theys Jan Lammers                    | Porsche MR6 3.4 L V8                 | M     | 164           |
| 11     | LMP2      | 25 | Ray Mallock Ltd.                    | Mike Newton Thomas Erdos                                   | MG-Lola EX265                        | M     | 164           |
| 11     | LMP2      | 25 | Ray Mallock Ltd.                    | Mike Newton Thomas Erdos                                   | MG (AER) XP21 2.0 L Turbo I4         | M     | 164           |
| 12     | LMP2      | 35 | Saulnier Racing                     | Pierre Ragues Matthieu Lahaye                              | Pescarolo 01                         | M     | 163           |
| 12     | LMP2      | 35 | Saulnier Racing                     | Pierre Ragues Matthieu Lahaye                              | Judd DB 3.4 L V8                     | M     | 163           |
| 13     | LMP2      | 44 | Kruse Schiller Motorsport           | Jean de Pourtalès (en) Hideki Noda                         | Lola B05/40                          | D     | 162           |
| 13     | LMP2      | 44 | Kruse Schiller Motorsport           | Jean de Pourtalès (en) Hideki Noda                         | Mazda MZR-R (ja) 2.0 L Turbo I4      | D     | 162           |
| 14     | LMP2      | 40 | Quifel ASM Team                     | Miguel Amaral Olivier Pla                                  | Lola B05/40                          | D     | 161           |
| 14     | LMP2      | 40 | Quifel ASM Team                     | Miguel Amaral Olivier Pla                                  | AER P07 2.0 L Turbo I4               | D     | 161           |
| 15     | GT1       | 59 | Team Modena                         | Tomáš Enge Antonio García                                  | Aston Martin DBR9                    | M     | 159           |
| 15     | GT1       | 59 | Team Modena                         | Tomáš Enge Antonio García                                  | Aston Martin 6.0 L V12               | M     | 159           |
| 16     | GT1       | 72 | Luc Alphand Aventures               | Olivier Beretta Guillaume Moreau Patrice Goueslard         | Chevrolet Corvette C6.R              | M     | 159           |
| 16     | GT1       | 72 | Luc Alphand Aventures               | Olivier Beretta Guillaume Moreau Patrice Goueslard         | Chevrolet LS7-R 7.0 L V8             | M     | 159           |
| 17     | LMP1      | 10 | Charouz Racing System               | Jan Charouz Stefan Mücke                                   | Lola B08/60                          | M     | 158           |
| 17     | LMP1      | 10 | Charouz Racing System               | Jan Charouz Stefan Mücke                                   | Aston Martin 6.0 L V12               | M     | 158           |
| 18     | LMP2      | 45 | Embassy Racing (en)                 | Mário Haberfeld (en) Warren Hughes                         | Embassy (en) WF01                    | M     | 155           |
| 18     | LMP2      | 45 | Embassy Racing (en)                 | Mário Haberfeld (en) Warren Hughes                         | Zytek ZG348 3.4 L V8                 | M     | 155           |
| 19     | GT1       | 73 | Luc Alphand Aventures               | Sébastien Dumez Jean-Luc Blanchemain Roland Bervillé       | Chevrolet Corvette C6.R              | M     | 155           |
| 19     | GT1       | 73 | Luc Alphand Aventures               | Sébastien Dumez Jean-Luc Blanchemain Roland Bervillé       | Chevrolet LS7-R 7.0 L V8             | M     | 155           |
| 20     | GT1       | 55 | IPB Spartak Racing                  | Peter Kox Roman Rusinov                                    | Lamborghini Murciélago R-GT          | M     | 153           |
| 20     | GT1       | 55 | IPB Spartak Racing                  | Peter Kox Roman Rusinov                                    | Lamborghini L535 6.0 L V12           | M     | 153           |
| 21     | GT2       | 91 | Farnbacher Racing                   | Lars-Erik Nielsen Allan Simonsen Richard Westbrook         | Porsche 997 GT3-RSR                  | M     | 151           |
| 21     | GT2       | 91 | Farnbacher Racing                   | Lars-Erik Nielsen Allan Simonsen Richard Westbrook         | Porsche 3.8 L Flat-6                 | M     | 151           |
| 22     | LMP2      | 33 | Speedy Racing Team Sebah Automotive | Andrea Belicchi Xavier Pompidou Steve Zacchia              | Lola B08/80                          | M     | 151           |
| 22     | LMP2      | 33 | Speedy Racing Team Sebah Automotive | Andrea Belicchi Xavier Pompidou Steve Zacchia              | Judd DB 3.4 L V8                     | M     | 151           |
| 23     | GT2       | 90 | Farnbacher Racing                   | Pierre Ehret Pierre Kaffer                                 | Ferrari F430GT                       | M     | 151           |
| 23     | GT2       | 90 | Farnbacher Racing                   | Pierre Ehret Pierre Kaffer                                 | Ferrari 4.0 L V8                     | M     | 151           |
| 24     | GT2       | 99 | JMB Racing                          | Stéphane Daoudi Ben Aucott                                 | Ferrari F430GT                       | M     | 150           |
| 24     | GT2       | 99 | JMB Racing                          | Stéphane Daoudi Ben Aucott                                 | Ferrari 4.0 L V8                     | M     | 150           |
| 25     | GT2       | 94 | Speedy Racing Team                  | Andrea Chiesa Benjamin Leuenberger                         | Spyker C8 Laviolette GT2-R           | M     | 147           |
| 25     | GT2       | 94 | Speedy Racing Team                  | Andrea Chiesa Benjamin Leuenberger                         | Audi 4.0 L V8                        | M     | 147           |
| 26     | GT2       | 98 | JMB Racing                          | Maurice Basso Mauro Casadei Peter Kutemann                 | Ferrari F430GT                       | M     | 146           |
| 26     | GT2       | 98 | JMB Racing                          | Maurice Basso Mauro Casadei Peter Kutemann                 | Ferrari 4.0 L V8                     | M     | 146           |
| 27     | GT2       | 77 | Team Felbermayr-Proton              | Marc Lieb Alex Davison                                     | Porsche 997 GT3-RSR                  | M     | 141           |
| 27     | GT2       | 77 | Team Felbermayr-Proton              | Marc Lieb Alex Davison                                     | Porsche 3.8 L Flat-6                 | M     | 141           |
| 28     | GT2       | 95 | James Watt Automotive               | Markus Palttala Tim Sugden Paul Daniels                    | Porsche 997 GT3-RSR                  | D     | 135           |
| 28     | GT2       | 95 | James Watt Automotive               | Markus Palttala Tim Sugden Paul Daniels                    | Porsche 3.8 L Flat-6                 | D     | 135           |
| 29 NC  | GT2       | 85 | Snoras Spyker Squadron              | Peter Dumbreck Ralf Kelleners Alexey Vasilyev              | Spyker C8 Laviolette GT2-R           | M     | 149           |
| 29 NC  | GT2       | 85 | Snoras Spyker Squadron              | Peter Dumbreck Ralf Kelleners Alexey Vasilyev              | Audi 4.0 L V8                        | M     | 149           |
| 30 DNF | LMP2      | 46 | Embassy Racing (en)                 | Jonny Kane Joey Foster (en)                                | Embassy (en) WF01                    | M     | 146           |
| 30 DNF | LMP2      | 46 | Embassy Racing (en)                 | Jonny Kane Joey Foster (en)                                | Zytek ZG348 3.4 L V8                 | M     | 146           |
| 31 DNF | LMP1      | 4  | Saulnier Racing                     | Jacques Nicolet Marc Faggionato Richard Hein               | Pescarolo 01                         | M     | 134           |
| 31 DNF | LMP1      | 4  | Saulnier Racing                     | Jacques Nicolet Marc Faggionato Richard Hein               | Judd GV5.5 S2 5.5 L V10              | M     | 134           |
| 32 DNF | LMP1      | 5  | Team Oreca-Matmut                   | Soheil Ayari Stéphane Ortelli                              | Courage-Oreca LC70                   | M     | 130           |
| 32 DNF | LMP1      | 5  | Team Oreca-Matmut                   | Soheil Ayari Stéphane Ortelli                              | Judd GV5.5 S2 5.5 L V10              | M     | 130           |
| 33 DNF | LMP1      | 16 | Pescarolo Sport                     | Emmanuel Collard Jean-Christophe Boullion                  | Pescarolo 01                         | M     | 121           |
| 33 DNF | LMP1      | 16 | Pescarolo Sport                     | Emmanuel Collard Jean-Christophe Boullion                  | Judd GV5.5 S2 5.5 L V10              | M     | 121           |
| 34 DNF | GT2       | 96 | Virgo Motorsport                    | Rob Bell Gianmaria Bruni                                   | Ferrari F430GT                       | D     | 119           |
| 34 DNF | GT2       | 96 | Virgo Motorsport                    | Rob Bell Gianmaria Bruni                                   | Ferrari 4.0 L V8                     | D     | 119           |
| 35 DNF | LMP2      | 32 | Barazi Epsilon                      | Juan Barazi Michael Vergers Fernando Rees                  | Zytek 07S/2                          | M     | 116           |
| 35 DNF | LMP2      | 32 | Barazi Epsilon                      | Juan Barazi Michael Vergers Fernando Rees                  | Zytek ZG348 3.4 L V8                 | M     | 116           |
| 36 DNF | LMP2      | 30 | Racing Box                          | Filippo Francioni Marco Didaio                             | Lucchini LMP2/04                     | D     | 115           |
| 36 DNF | LMP2      | 30 | Racing Box                          | Filippo Francioni Marco Didaio                             | Judd XV675 3.4 L V8                  | D     | 115           |
| 37 DNF | LMP2      | 41 | Trading Performance                 | Karim Ojjeh Claude-Yves Gosselin Julian Schroyen           | Zytek 07S/2                          | M     | 94            |
| 37 DNF | LMP2      | 41 | Trading Performance                 | Karim Ojjeh Claude-Yves Gosselin Julian Schroyen           | Zytek ZG348 3.4 L V8                 | M     | 94            |
| 38 DNF | GT2       | 75 | IMSA Performance Matmut             | Richard Balandras Michel Lecourt Jean-Philippe Belloc      | Porsche 997 GT3-RSR                  | M     | 86            |
| 38 DNF | GT2       | 75 | IMSA Performance Matmut             | Richard Balandras Michel Lecourt Jean-Philippe Belloc      | Porsche 3.8 L Flat-6                 | M     | 86            |
| 39 DNF | LMP1      | 20 | Epsilon Euskadi                     | Ángel Burgueño (en) Miguel Ángel de Castro                 | Epsilon Euskadi ee1                  | M     | 73            |
| 39 DNF | LMP1      | 20 | Epsilon Euskadi                     | Ángel Burgueño (en) Miguel Ángel de Castro                 | Judd GV5.5 S2 5.5 L V10              | M     | 73            |
| 40 DNF | LMP2      | 37 | WR Salini                           | Stéphane Salini Philippe Salini Patrice Roussel            | WR LMP2008                           | D     | 71            |
| 40 DNF | LMP2      | 37 | WR Salini                           | Stéphane Salini Philippe Salini Patrice Roussel            | Zytek ZG348 3.4 L V8                 | D     | 71            |
| 41 DNF | LMP1      | 6  | Team Oreca-Matmut                   | Olivier Panis Nicolas Lapierre                             | Courage-Oreca LC70                   | M     | 27            |
| 41 DNF | LMP1      | 6  | Team Oreca-Matmut                   | Olivier Panis Nicolas Lapierre                             | Judd GV5.5 S2 5.5 L V10              | M     | 27            |
| 42 DNF | GT2       | 88 | Team Felbermayr-Proton              | Horst Felbermayr, Sr. Horst Felbermayr, Jr. Christian Ried | Porsche 997 GT3-RSR                  | M     | 22            |
| 42 DNF | GT2       | 88 | Team Felbermayr-Proton              | Horst Felbermayr, Sr. Horst Felbermayr, Jr. Christian Ried | Porsche 3.8 L Flat-6                 | M     | 22            |
| 43 DNF | LMP2      | 26 | Team Bruichladdich Radical          | Jens Petersen Jan-Dirk Lueders Marc Rostan                 | Radical SR9                          | D     | 6             |
| 43 DNF | LMP2      | 26 | Team Bruichladdich Radical          | Jens Petersen Jan-Dirk Lueders Marc Rostan                 | AER P07 2.0 L Turbo I4               | D     | 6             |
| DSQ†   | GT2       | 76 | IMSA Performance Matmut             | Raymond Narac Richard Lietz                                | Porsche 997 GT3-RSR                  | M     | 152           |
| DSQ†   | GT2       | 76 | IMSA Performance Matmut             | Raymond Narac Richard Lietz                                | Porsche 3.8 L Flat-6                 | M     | 152           |
| DNS    | LMP1      | 14 | Creation Autosportif                | Jamie Campbell-Walter Stuart Hall                          | Creation CA07                        | D     | -             |
| DNS    | LMP1      | 14 | Creation Autosportif                | Jamie Campbell-Walter Stuart Hall                          | AIM (Judd) 5.0 L V10                 | D     | -             |